# Littlest Pet Shop
«Littlest Pet Shop» — медиафраншиза, базирующаяся на серии коллекционных игрушечных фигурок для детей младшего школьного возраста от компании Hasbro.
Начало ей положила серия коллекционных фигурок, которая производилась компанией Kenner (дочерней компанией фирмы Hasbro) с начала 1990-х годов. В 1994 году появился основанный на ней сериал.
Оригинальная серия появилась на прилавках в 1992 году, популярностью пользовалась довольно скромной, и, когда через 4 года интерес к ней упал, выпускать её прекратили.
В 2004 году компания Hasbro изменила дизайн коллекционных фигурок. В новом дизайне фигурки стали более современными и получили большие широко открытые глаза, ставшие к тому времени популярными благодаря японским аниме. Упаковки, раньше яркие и розовые, стали более современными и менее ярких оттенков зелёного и фиолетового. Размер фигурок был сохранён, то есть они по-прежнему меньше по размеру, чем большинство кукол.
Согласно журналу «Business Week» от декабря 2007 года, с 2005 по 2007 годы было продано 60 миллионов фигурок этой серии при цене порядка 4 долларов за штуку, что помогло компании Hasbro нарастить продажи с 60 до 600 миллионов долларов за пять лет.
Серия представляет собой набор животных (котят, щенков, хомяков, черепах и т. д.), живущих в зоомагазине. Рост их — 3-5 см.
В 2012—2016 годах студией Hasbro Studios выпускался основанный на серии фигурок одноимённый мультипликационный сериал (на русский язык был переведён как «Маленький зоомагазин»).